# Bat (bohyně)
| G29 · X1 | Y8 | G7 |

| G29 · X1 | Y8 | G7 |

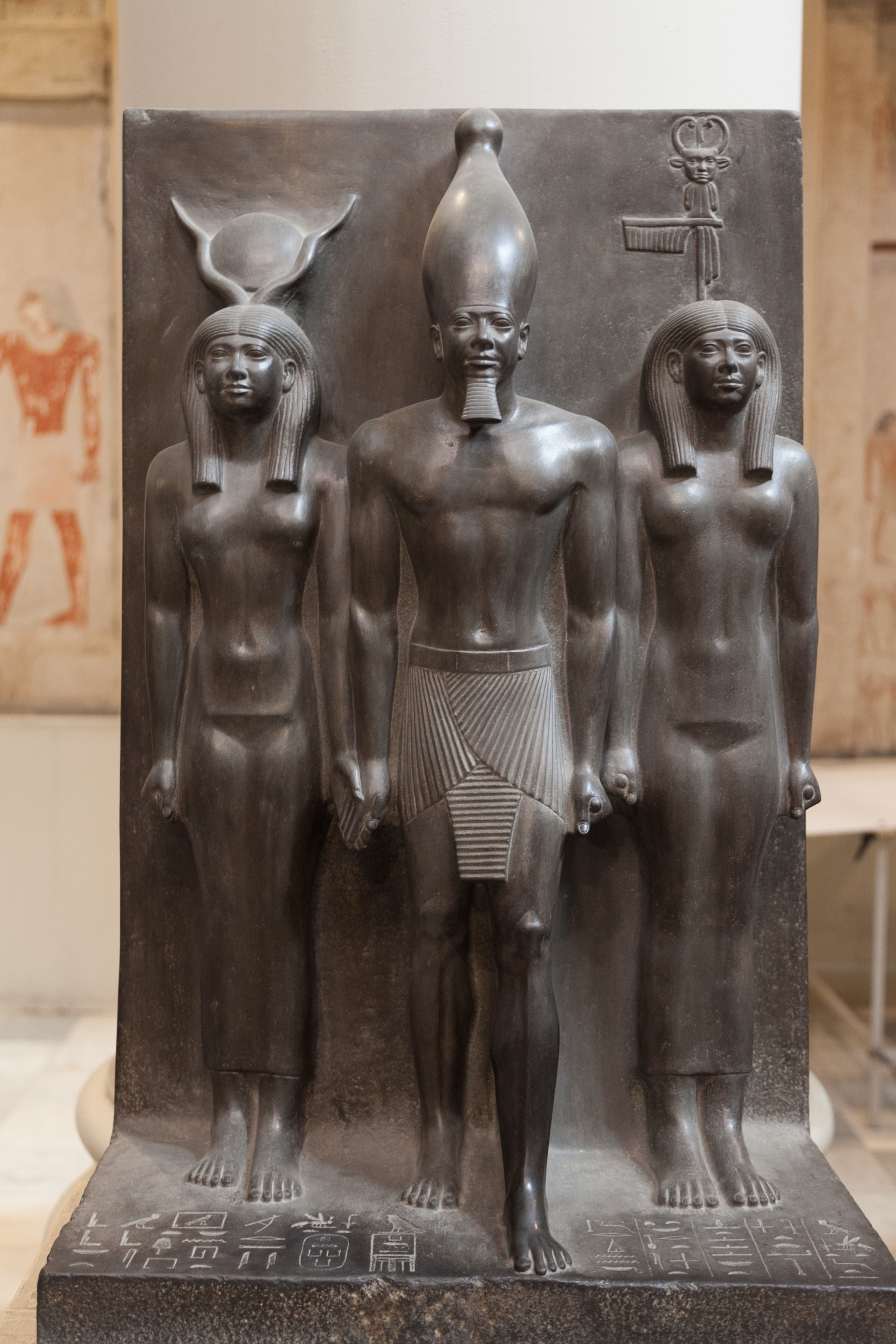
Hathor (vlevo) a Bat (vpravo), mezi nimi faraon Menkaure.

Bat byla v egyptské mytologii kraví bohyně. V době Střední říše byla spojena s bohyní Hathor.

## Uctívání

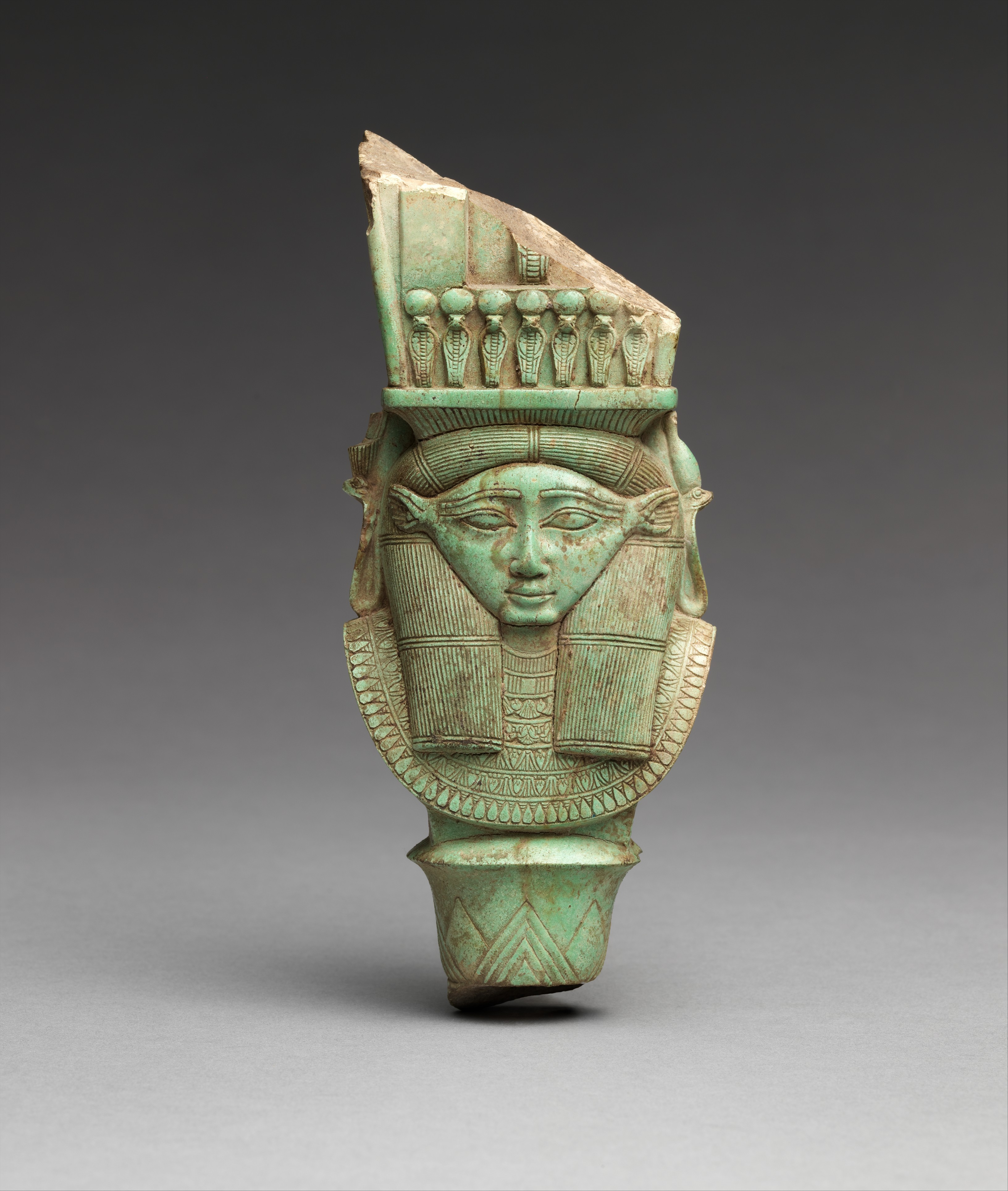
Emblém bohyně Bat, nebo Hathor ze sistra.

Uctívání Bat se datuje do nejranějších dob a může mít svůj původ v pozdním paleolitu. Bat byla hlavní bohyně města Sešeš, jinak známého jako Hu nebo Diospolis Parva (hlavního města 7. nomu Horního Egypta).

### Jméno
Slovo Bat může být spojeno se slovem ba s příponou pro ženský rod – 't'.

## Ikonografie

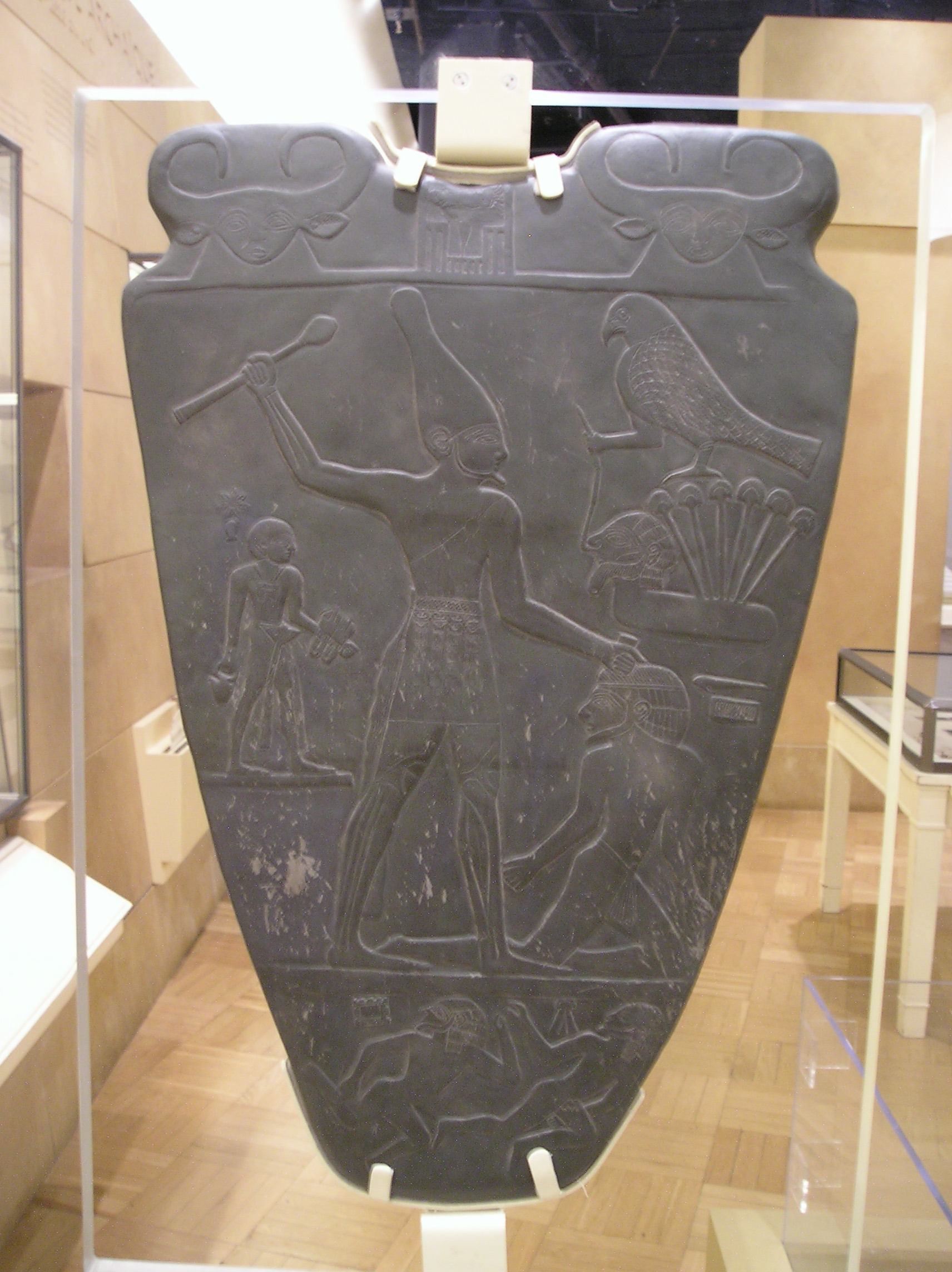
Narmerova paleta – dvě podobizny Bat v horní části z obou stran.

Některé artefakty ji zobrazují čistě jako krávu (například horní část Narmerovy palety). Častěji byla ovšem Bat líčena s lidskou tváří (ale s kravími rysy, ušima a rohy).

### Vztah k Hathor
Bat je pozoruhodně podobná bohyni Hathor. Obě bohyně jsou často zobrazeny tváří k divákovi, nikoliv z profilu. Výrazný rozdíl v jejich zobrazeních je ten, že rohy bohyně Bat jsou zakřiveny mírně dovnitř a Hathořiny mírně směrem ven.
Hathořino kultovní centrum bylo v 6. nomu Horního Egypta vedle 7. nomu, kultovního střediska bohyně Bat, což může naznačovat, že byly kdysi stejnou bohyní. Ve střední říši byly opět považovány za stejnou bohyni.